# 小貫氏
小貫氏（おぬきし）は日本の氏族の一つ。
家系は藤原北家の藤原魚名の流れを汲み、平将門を征伐した鎮守府将軍藤原秀郷の末裔にあたる。秀郷より20代目にあたる小野崎氏第13代当主小野崎通春の次男・通伯が常陸国久慈郡小貫村にあって小貫通伯を名乗った。異説として、秀郷より4代藤原公通の三男通近を小貫氏の祖とするものもある。

## 佐竹家臣 小貫氏の成立

### 平安 ～ 室町時代
平安期、小野崎氏宗家の小野崎通盛・通長が佐竹氏に臣従して以来、小野崎氏は佐竹氏の譜代家臣として遇されてきたが、小野崎氏が佐竹氏の重臣としての地位を確立した戦いが「佐竹の乱」である。15世紀、佐竹惣領家と有力一族である山入氏との間の抗争が繰り返され、その戦いは100年間にも亘ったが、小野崎氏はこの戦いに積極的に参加し、元の国人領主としての立場から様々な曲折を経ながらも最終的に佐竹宗家を支持した。結果、小野崎氏は山入氏と完全に袂を分かち、永正元年（1504年）の山入氏の滅亡に貢献、100年の内乱は終熄した。山入氏居城の久米城には石神小野崎氏の通重が入ったが、その子の通安・通室ともに子がなかったため、同族の小貫頼重の子・定春が名跡を継いだ。

### 戦国・安土桃山時代
佐竹氏の内乱以降、小野崎氏は佐竹氏一門衆にも列し、小貫氏も宿老として活躍している。佐竹氏全盛期の佐竹義重・義宣時代には和田昭為、一門筋に当たる人見藤道とともに佐竹家の三家老を勤めた小貫頼久を輩出する。
慶長5年（1600年）の関ヶ原の戦いで、主君佐竹義宣が東軍参加を渋ったことから、戦後処理で常陸国54万5000石から出羽国20万5000石に減封されるに伴い、頼久も主家に従い、秋田に転籍した。そのため、小貫氏は茨城県、秋田県に多い姓である。

### 江戸時代
江戸時代には、秋田藩譜代重臣として軍事方、奉行、勘定方、剣術指南役などを輩出している。秋田藩小貫家には、剣術・砲術等の免許皆伝書などの多くの古文書が残存している。また、常陸に残った一部が水戸徳川家に仕官した。

## 佐竹東家家臣 小貫氏
佐竹東家家臣 安島氏の系図に佐竹東家家臣 小貫氏の記録がある。『系図 佐竹山城家人安島吉兵衛』によれば同家家臣 小貫五郎兵衛政通の女が安島吉兵衛信昌に嫁ぎ、安島林左衛門信房、安島吉兵衛信忠、人見庄兵衛光等の養子となる人見造酒信就、安島主税信将の子らを生むという。

## 水戸藩の志士・義民たる小貫氏
- 小貫源兵衛 - 町与力。諱は道信。天狗党に属して捕えられる。慶応2年（1866年）8月13日、武蔵国忍にて獄死。享年50。靖国神社合祀[2]。
- 小貫仁兵衛 - 那珂郡下江戸村の郷士並 小貫藤蔵通房の長男。諱は昌蕃。天狗党の乱では郡宰 真木彦之進勢に属し、元治元年（1864年）9月19日、茨城郡小泉村で討ち死にする。享年36。靖国神社合祀[3]。
- 小貫善兵衛 - 那珂郡下江戸村の百姓。諱は道房。慶応元年（1865年）1月2日、下総国関宿で獄死。享年42（44とも）。靖国神社合祀[4]。
- 小貫芳松 - 行方郡矢幡村の百姓。天狗党に加わるものがれて潜伏中、常陸麻生藩兵に捕えられ、慶応元年（1865年）5月3日、水戸で斬られる。享年27。靖国神社合祀[5]。
- 小貫礒衛門 - 行方郡矢幡村の百姓。天狗党の林五郎三郎勢に属するも捕えられる。慶応2年（1866年）3月10日、水戸で獄死する。享年47（54とも）。靖国神社合祀[6]。
- 小貫藤介 - 行方郡羽生村の百姓。天狗党に属し転戦するも越前国敦賀にて斬首となる。慶応元年（1865年）2月15日。享年23。靖国神社合祀[6]。